# Список шоу во время перерыва Супербоула

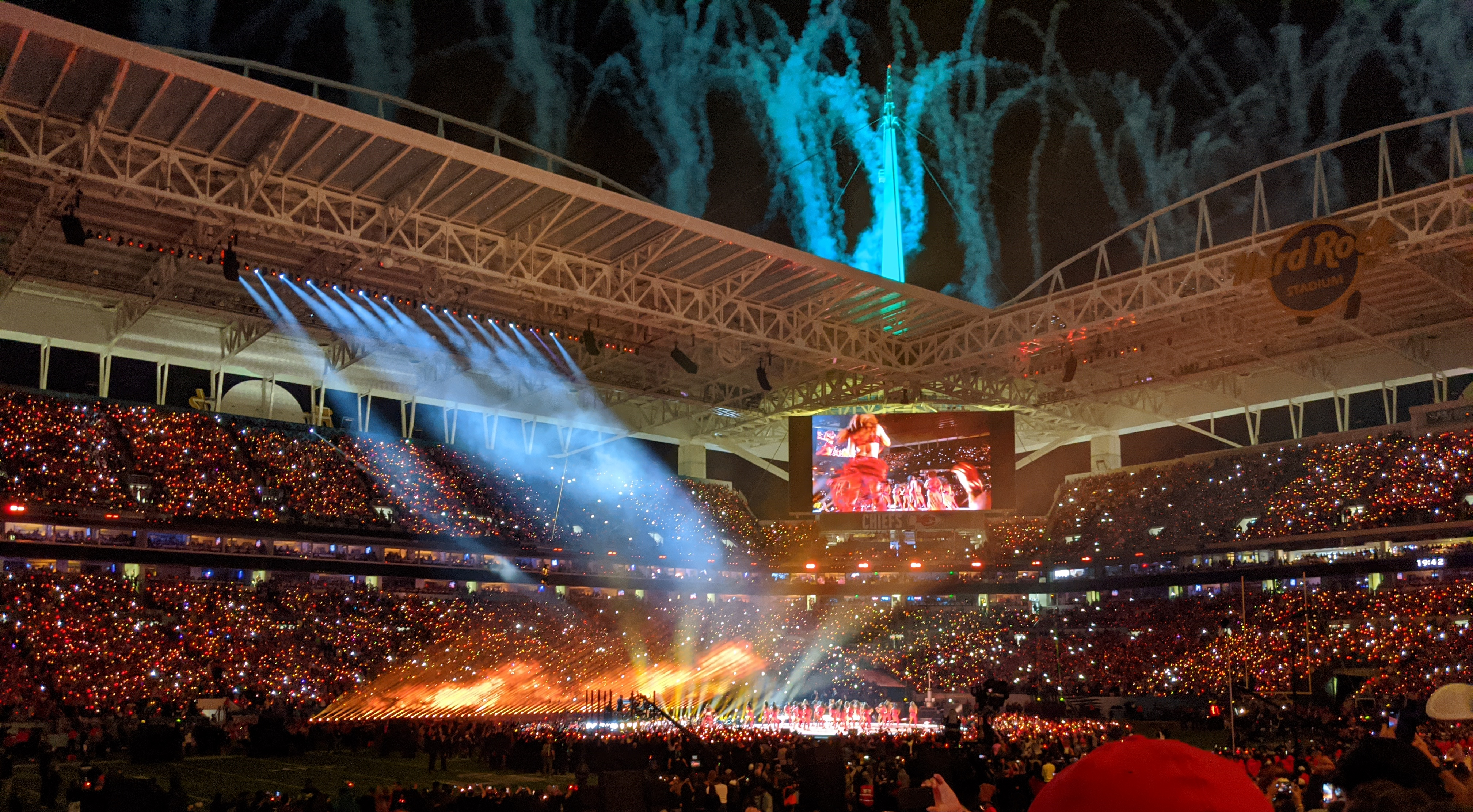
Шоу 2020 года, где выступили Дженнифер Лопес и Шакира побило рекорд по просмотрам на YouTube

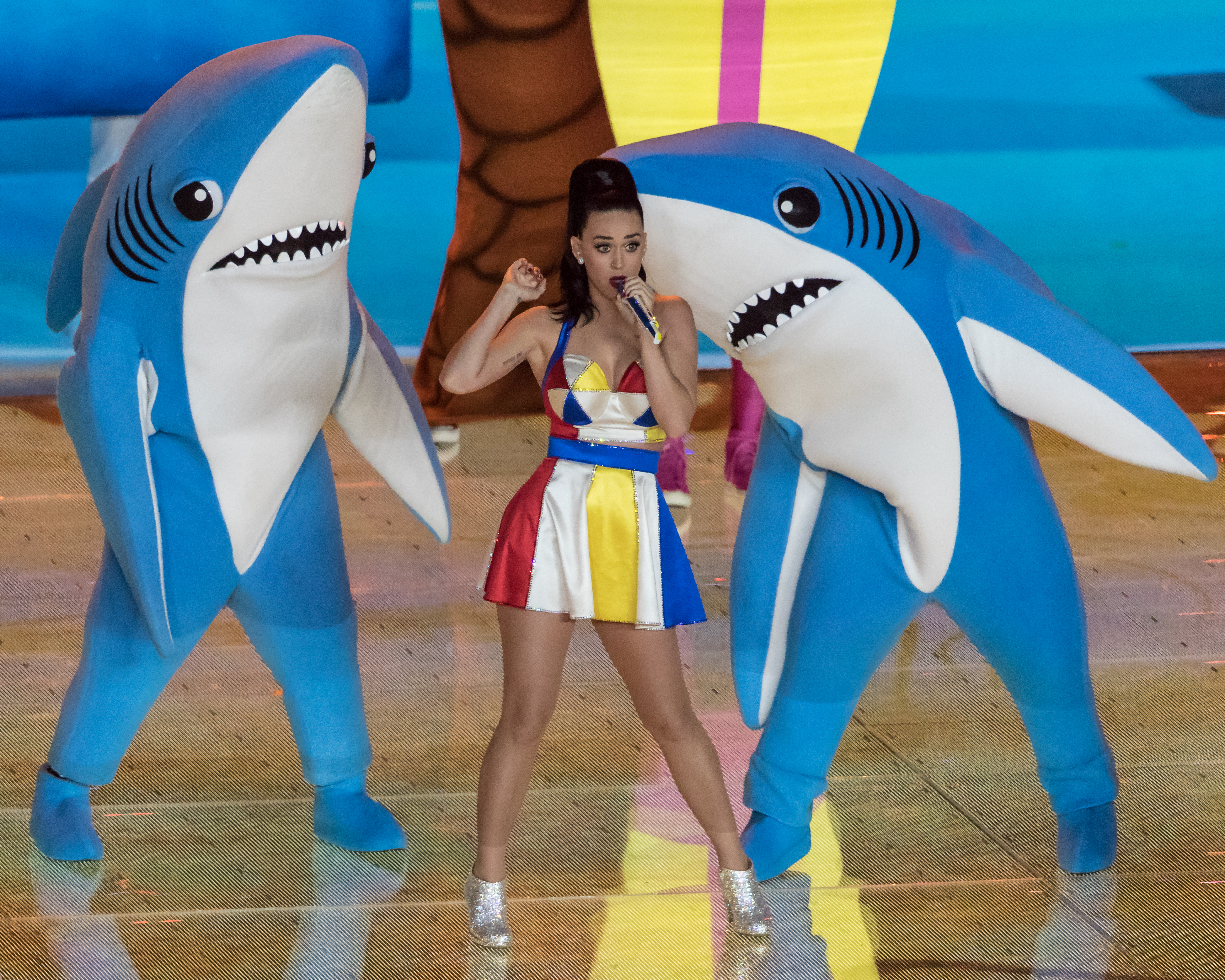
Кэти Перри выступила на Шоу во время перерыва Супербоула XLIX в феврале 2015 года. Это шоу собрало рекордное вплоть до 2025 года число телеаудитории (118,5 млн)

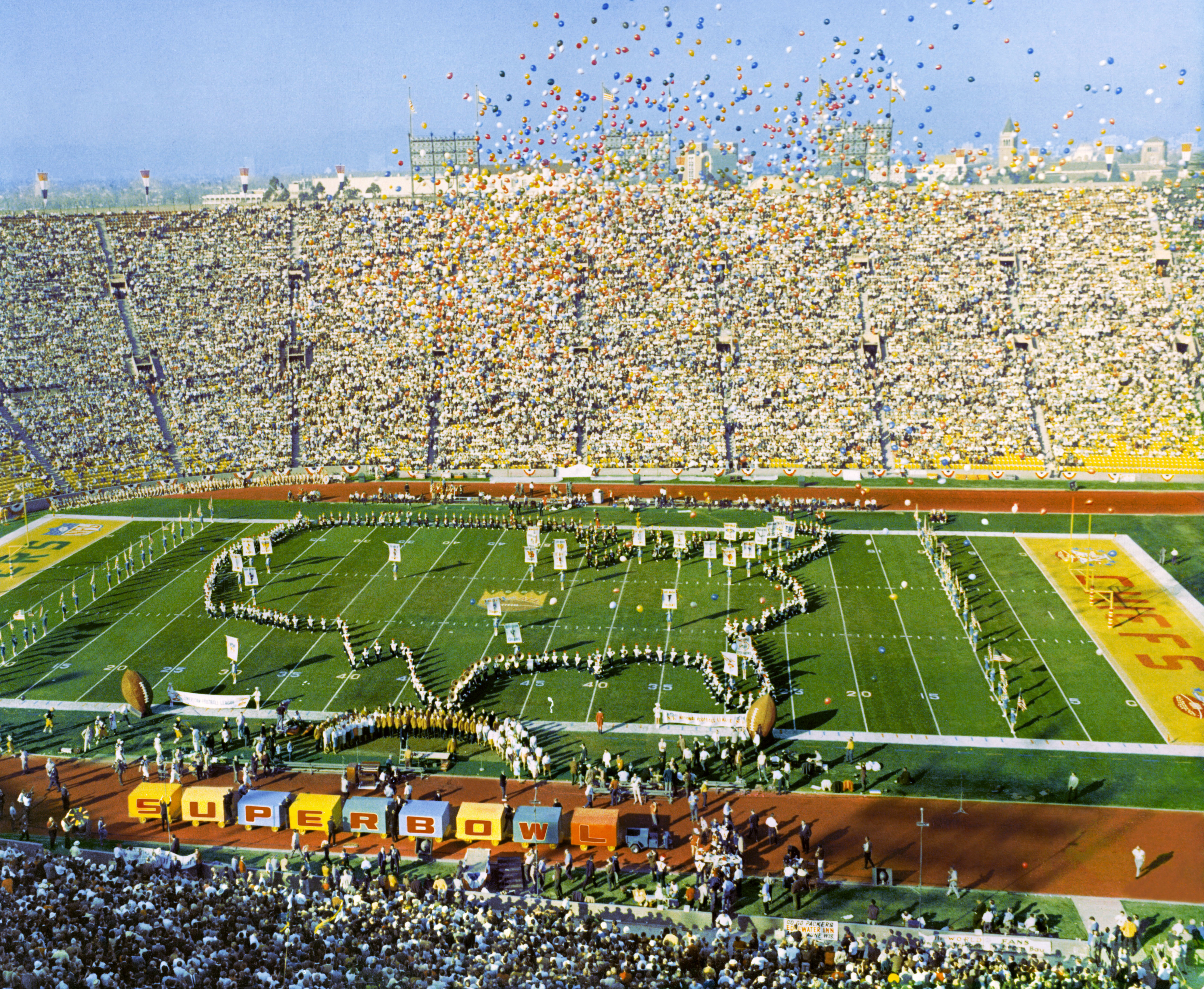
Вид на стадион во время Супербоула I (1967).

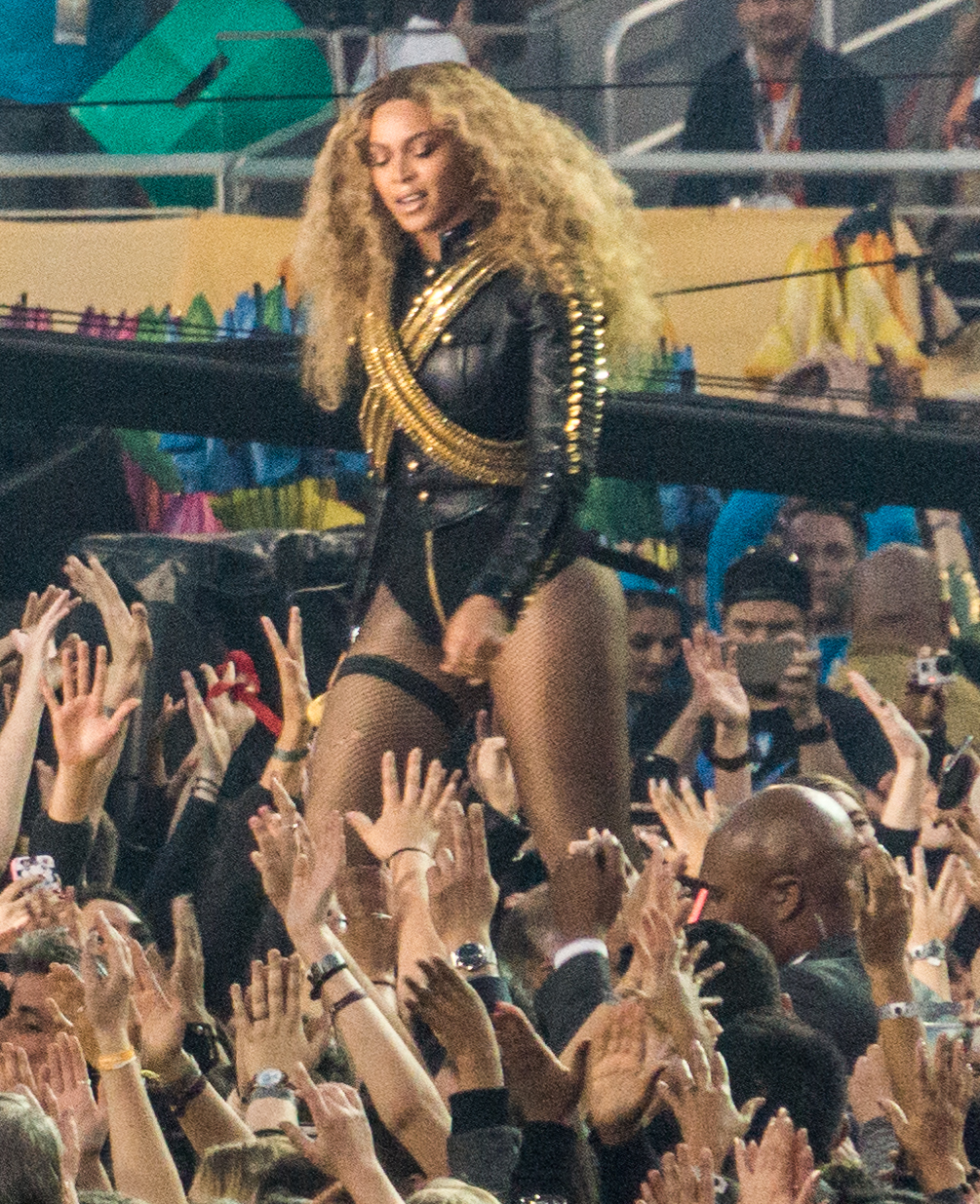
Бейонсе выступает в 2016 году в перерыве Супербоула 50 в наряде, стилизованном под чёрно-золотой костюм в стиле милитари Майкла Джексона с его выступления 1993 года.

Шоу во время перерыва Супербоула (англ. Super Bowl Halftime shows) — это традиционные концерты суперзвёзд во время главной игры года в американский футбол. Музыкальные развлечения во время Супербоула, финала ежегодного чемпионата Национальной футбольной лиги США (НФЛ), представляют собой фундаментальную связь с поп-культурой, которая способствует расширению телеаудитории и общенационального интереса и фактически превратились в национальный праздник.
С 2013 по 2022 год компания Pepsi являлась официальным спонсором шоу. С 2023 года спонсором стала компания Apple.
Финальный матч Супербоул — это самое просматриваемое телевизионное событие за весь год, а шоу во время перерыва между таймами смотрит больше людей, чем игру. С мировой аудиторией, которая превышает 100 миллионов человек, Pepsi Super Bowl Halftime Show остается одним из редких событий, которые люди все ещё проводят вместе в режиме реального времени.
Долгое время, вплоть до начала 1990-х годов в шоу во время перерыва Супербоула участвовали только марширующие оркестры университетов, команды по тренировкам и другие исполнительские ансамбли. Начиная с 1991 года, в шоу стали выступать такие исполнители поп-музыки, как New Kids on the Block и Глория Эстефан. Стремясь повысить популярность шоу в перерыве между таймами и повысить интерес зрителей, на Шоу во время перерыва Супербоула XXVII хедлайнером выступил Майкл Джексон. Именно в 1993 году он фактически превратил обычное шоу во время перерыва Супербоула в праздничное супершоу, которое нельзя не смотреть. За десятилетия, прошедшие с тех пор, как Джексон создал шоу, в том виде, в каком оно теперь известно, Супербоул пережил удивительно разные эпохи выступления — годы MTV, Nipplegate Джанет Джексон и возрождение классического рока в конце нулевых — но традиция и цель объединяют всех в единый центр. Эта мода всегда была стилизована, объединяя разрозненные элементы в единое целое, прославляющее американскую культуру и дух своего времени.

## Предыстория
В течение большей части первого десятилетия Супербоула в шоу во время перерыва между играми участвовали только марширующие оркестры университетов. Например, марширующий оркестр университета Грэмблинга, который чаще других выступал на многих шоу в перерыве Супербоула (участвуя в шести таких шоу, в том числе не менее одного за десятилетие с 1960-х по 1990-е годы). Второе десятилетие шоу было более разнообразным, часто с участием тренинговых команд и других исполнительских ансамблей; группа Up with People участвовала в четырех выступлениях. В середине третьего десятилетия, пытаясь противостоять попыткам других сетей контрпрограммировать игры и проводить свои шоу или сериалы в это же время. Конкурирующие телеканалы запускали новые программы в качестве альтернативы шоу, например, специальные эпизоды существующих сериалов, разовые специальные презентации и анонсы новых серий, обычно как раз во время перерыва между таймами. Это побудило НФЛ и организаторов Супербоула приглашать более популярных исполнителей поп-музыки для выступления на будущих шоу, чтобы выдержать конкуренцию.
Первыми приглашёнными звёздами стали такие популярные музыканты и группы, как New Kids on the Block (1991), Глория Эстефан (1992), Майкл Джексон (1993), Клинт Блек (1994), Патти Лабелль и Тони Беннетт (1995), Дайана Росс (1996). Начиная с Супербоула XXXII (1998) у шоу появились коммерческие спонсоры; в течение пяти лет традиция создания темы, начатая с Супербоула III (1969), закончилась, и на смену ей пришли крупные музыкальные постановки арена-рок групп и других известных исполнителей. В течение шести лет, последовавших сразу после инцидента на Супербоул XXXVIII (2004), где Джастин Тимберлейк как бы случайно обнажил грудь Джанет Джексон, что потом в прессе получило популярное название «неисправность костюма» (или как «Nipplegate»), все шоу в перерыве между играми состояли из выступления одного артиста или группы, причем музыкантами той эпохи были в основном рок-исполнители 1960-х, 1970-х и 1980-х годов. Эти шоу считались «семейными», а время, в которое они проходили, было описано как «эпоха реакционных перерывов».
НФЛ не платит артистам шоу, хотя покрывает все расходы исполнителей и их окружение, включая менеджеров группы, техническую бригаду, персонал службы безопасности, семью и друзей. Шоу во время перерыва Супербоула XXVII с Майклом Джексоном представило исключение, поскольку НФЛ и компания Frito-Lay согласились сделать пожертвование и предоставить рекламное время для фонда Джексона Heal the World Foundation. Согласно данным Nielsen SoundScan, исполнители этого шоу регулярно получают значительные всплески еженедельных продаж их альбомов и платных цифровых загрузок из-за рекламы. Что касается Супербоула XLIX, прошедшему в 2015 году, журнал Wall Street Journal сообщил, что официальные лица лиги спросили представителей потенциальных участников, готовы ли они предоставить финансовую компенсацию НФЛ в обмен на своё выступление в виде либо предоплаты или сокращения доходов от концертных выступлений после Супербоула. Хотя эти сообщения были опровергнуты представителем НФЛ, запрос, согласно этому журналу, получил «холодный» ответ от участников.

## Достижения
- Шоу во время перерыва Супербоул LIX 2025 года с Кендриком Ламаром в главной роли стало самым просматриваемым шоу Super Bowl halftime show, собрав более 133,5 миллионов телезрителей[17][18][19].

## Рейтинги шоу
В феврале 2024 года журнал Rolling Stone составил рейтинг лучших шоу в перерыве от худшего к лучшему, где первое место занял Принс (2007 год), а последнее на то время выступление Ашера (2024) заняло лишь 18-е место.
- 1 — Принс (2007)
- 2 — U2 (2002)
- 3 — Бейонсе (2013)
- 4 — Dr. Dre, Snoop Dogg, Eminem, Mary J. Blige, 50 Cent, and Kendrick Lamar (2022)
- 5 — Aerosmith, Britney Spears, ‘NSync, Nelly & Mary J. Blige (2001)
- 6 — Shakira and Jennifer Lopez (2020)
- 7 — Bruce Springsteen & the E Street Band (2009)
- 8 — Rihanna (2023)
- 9 — Madonna (2012)
- 10 — Lady Gaga (2017)

## Список шоу и хедлайнеров
Начиная с 1967 года и до 1990-х годов в шоу во время перерыва Супербоула участвовали только марширующие оркестры университетов и малоизвестные исполнители. Исключения были только в 1972 году (с участием Эллы Фитцджеральд) и в 1988 (с Чабби Чекером). Ниже приведен список исполнителей, продюсеров, тем и спонсоров шоу каждой игры Супербоул. В этот список не включены исполнители национального гимна, которые перечислены в статье Список исполнителей национального гимна на Супербоуле.

### 1990-е
- 1991 — New Kids on the Block[21][22][23]
- 1992 — Глория Эстефан[21]
- 1993 — Майкл Джексон (Шоу во время перерыва Супербоула XXVII)[21][22][24]
- 1994 — Клинт Блек, Таня Такер, Travis Tritt, The Judds[21]
- 1995 — Патти Лабелль, Тедди Пендерграсс, Тони Беннетт, Miami Sound Machine[21]
- 1996 — Дайана Роз (шоу)[21][22]
- 1997 — The Blues Brothers, ZZ Top, Джеймс Браун (шоу)[21]
- 1998 — Boyz II Men, Смоки Робинсон, Martha Reeves, The Temptations, Queen Latifah[21][22][23][25]
- 1999 — Глория Эстефан, Стиви Уандер[21]

### 2000-е
- 2000 — Фил Коллинз, Кристина Агилера, Энрике Иглесиас, Тони Брэкстон[21][26]
- 2001 — Aerosmith, NSYNC (шоу)[21][22]
- 2002 — U2 (шоу)[21][22]
- 2003 — Шанайя Твейн, No Doubt, Стинг (шоу)[21]
- 2004 — Джессика Симпсон, Джанет Джексон, P. Diddy, Nelly, Kid Rock, Джастин Тимберлейк (шоу)[21][22][27][28]
- 2005 — Пол Маккартни[21]
- 2006 — The Rolling Stones[21][22]
- 2007 — Prince (шоу)[21][22]
- 2008 — Том Петти[21]
- 2009 — Брюс Спрингстин[21]

### 2010-е
- 2010 — The Who[21]
- 2011 — The Black Eyed Peas (шоу)[21][29]
- 2012 — Мадонна (шоу)[30][31]
- 2013 — Бейонсе (шоу)[32]
- 2014 — Бруно Марс (шоу)[33]
- 2015 — Кэти Перри (Шоу во время перерыва Супербоула XLIX)[34][35][36]
- 2016 — Coldplay, Бейонсе, Бруно Марс, Марк Ронсон (шоу)[37][38][39][40][41][42]
- 2017 — Леди Гага (шоу)[43][44]
- 2018 — Джастин Тимберлейк (шоу)[45][46][47][48][49]
- 2019 — Maroon 5 (шоу)[50][51][52]

### 2020-е
| Супербоул    | Дата            | Место                                     | Хедлайнер                                                          | Гости                                                                              | Режиссёр        | Продюсер                                             | Спонсор     | Сет-лист | Ссылка               |
| ------------ | --------------- | ----------------------------------------- | ------------------------------------------------------------------ | ---------------------------------------------------------------------------------- | --------------- | ---------------------------------------------------- | ----------- | --- | -------------------- |
| LIV (шоу)    | 2 февраля 2020  | Hard Rock Stadium (Майами-Гарденс)        | - Шакира, - Дженнифер Лопес                                        | - Bad Bunny, - Джей Бальвин - Emme Muñiz                                           | Hamish Hamilton | - Ricky Kirshner - VAMC Studios - Jay-Z - Roc Nation | Pepsi       | - «Dare (La La La)» (Шакира) - «She Wolf» (Шакира) - «Kashmir» (Orchestral Intro) - «Empire» (Шакира) - «Ojos Así» (Шакира) - «Whenever, Wherever» (Шакира) - «I Like It» (Шакира и Bad Bunny) - «Chantaje» / «Callaíta» (Шакира и Bad Bunny) - «Hips Don't Lie» (Шакира) - «Jenny from the Block» (Дженнифер Лопес) - «Ain't It Funny (Murder Remix)» (Дженнифер Лопес) - «Get Right» (Дженнифер Лопес) - «Waiting for Tonight» (Дженнифер Лопес) - «Booty» / «Que Calor» / «El Anillo» / «Love Don’t Cost a Thing» / «Mi Gente» (Дженнифер Лопес и Джей Бальвин) - «On the Floor» (Дженнифер Лопес) - «Let's Get Loud» / «Born in the U.S.A.» (Шакира и Дженнифер Лопес feat. Emme Muñiz) - «Waka Waka (This Time for Africa)» (Шакира и Дженнифер Лопес) | [ 53 ] [ 54 ] [ 55 ] |
| LV (шоу)     | 7 февраля 2021  | Raymond James Stadium (Тампа)             | The Weeknd                                                         | н/д                                                                                | Hamish Hamilton | - Jesse Collins - NFL Network - Jay-Z - Roc Nation   | Pepsi       | - «Call Out My Name» - «Starboy» - «The Hills» - «Can't Feel My Face» - «I Feel It Coming» - «Save Your Tears» - «Earned It» - «House of Balloons» - «Blinding Lights» | [ 56 ]               |
| LVI (show)   | 13 февраля 2022 | SoFi Stadium (Inglewood, California)      | - Dr. Dre - Snoop Dogg - Эминем - Мэри Джей Блайдж - Кендрик Ламар | 50 Cent Anderson .Paak                                                             | Hamish Hamilton | - Jesse Collins - NFL Network - Jay-Z - Roc Nation   | Pepsi       | - «The Next Episode» (Dr. Dre и Snoop Dogg) - «California Love» (Dr. Dre и Snoop Dogg) - «In da Club» (50 Cent) - «Family Affair» (Мэри Джей Блайдж) - «No More Drama» (Мэри Джей Блайдж) - «M.A.A.D City» (Кендрик Ламар) - «Alright» (Кендрик Ламар) - «Forgot About Dre» (Кендрик Ламар и Eminem) - «Lose Yourself» (Эминем с Anderson .Paak на ударных) - «I Ain't Mad at Cha» (instrumental) (Dr. Dre) - «Still D.R.E.» (Dr. Dre, Snoop Dogg, Эминем, Мэри Джей Блайдж, Кендрик Ламар и 50 Cent) | [ 57 ]               |
| LVII (show)  | 12 февраля 2023 | State Farm Stadium (Глендейл (Аризона))   | Рианна                                                             | н/д                                                                                | Hamish Hamilton | - Jesse Collins - NFL Network - Jay-Z - Roc Nation   | Apple Music | - «What’s My Name?» (intro) - «Bitch Better Have My Money» (включает элементы "Phresh Out the Runway") - «Where Have You Been» (включает элементы "Cockiness (Love It)") - «Only Girl (In the World)» - «We Found Love» (включает элементы "S&M") - «Rude Boy» (включает элементы «Kiss it Better») - «Pour It Up» (включает элементы «Birthday Cake») - «Pose» (interlude) - «Work» - «Wild Thoughts» - «Birthday Cake» (interlude) - «All of the Lights» - «Run This Town» - «Umbrella» - «Diamonds» | [ 60 ]               |
| LVIII (show) | 11 февраля 2024 | Allegiant Stadium (Парадайс, Невада)      | Ашер                                                               | Алиша Киз Джермейн Дюпри H.E.R. will.i.am Lil Jon Лудакрис Sonic Boom of the South | Hamish Hamilton | - Jesse Collins - NFL Network - Jay-Z - Roc Nation   | Apple Music | - «My Way» (интро) - «Caught Up» (с элементами «U Don’t Have to Call» и «Superstar») - «Love in This Club» - «If I Ain’t Got You» (с Алишей Киз) - «My Boo» (с Алишей Киз) - «Confessions Part II» - «Burn» (с элементами «Nice & Slow») - «U Got It Bad» (с H.E.R. и с элементами «Bad Girl») - «OMG» (с will.i.am) - «Turn Down for What» (с Lil Jon) - «Yeah!» (с Lil Jon, Лудакрисом и с элементами "Get Low") | [ 61 ] [ 62 ] [ 63 ] |
| LIX (шоу)    | 9 февраля 2025  | Цезарь Супердоум (Новый Орлеан, Луизиана) | Кендрик Ламар                                                      | Сэмюэл Л. Джексон SZA Серена Уильямс Mustard                                       | Hamish Hamilton | - Jesse Collins - NFL Network - Jay-Z - Roc Nation   | Apple Music | - «Wacced Out Murals» (интро) - «Bodies» (Кендрик Ламар) - «Squabble Up» (Кендрик Ламар) - «Humble» (Кендрик Ламар) - «DNA» (Кендрик Ламар) - «Euphoria» (Кендрик Ламар) - «Man at the Garden» (Кендрик Ламар) - «Peekaboo» (Кендрик Ламар) - «Luther» (Кендрик Ламар и SZA) - «All the Stars» (Кендрик Ламар и SZA) - «Not Like Us» (Кендрик Ламар) - «TV Off» (Кендрик Ламар | [ 64 ] [ 65 ]        |